# فوجیان تالو
فوجیان تالو نوعی از خانه روستایی چینی در سرزمین‌های کوهستانی در جنوب شرقی فوجیان، چین است که بین قرن‌های ۱۲ تا ۲۰ ام ساخته شده‌اند.تالو معمولاً ساختمان‌هایی بزرگ به شکل‌های دایره یا مستطیل به ارتفاع ۵ طبقه است که استحکام زیادی دارند و ظرفیت ۸۰ خانواده را دارد.کل ساختمان مانند یک شهر کوچک می‌باشد که امکانات مختلفی را دارد و زمین‌های اطراف ساختمان توسط سنگ و چوپ به ارتفاع ۱٫۸ متر پوشیده شده‌است و در مقابل باد و طوفان مقاوم است و در فصل تابستان هوایی سرد و در زمستان هوایی گرم دارد و دارای تهویه مناسبی است.این نوع ساختمان‌ها نشان دهنده نوع خاصی از زندگی جمعی با سازمان دفاعی و هماهنگ است.در مجموع ۴۶ عدد از این نوع ساختمان سال ۲۰۰۸ در میراث جهانی یونسکو به ثبت رسید.

## نگاره‌ها

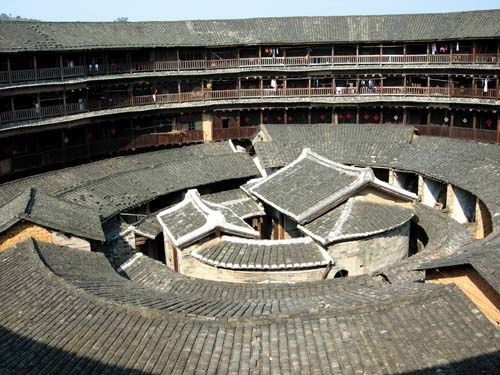
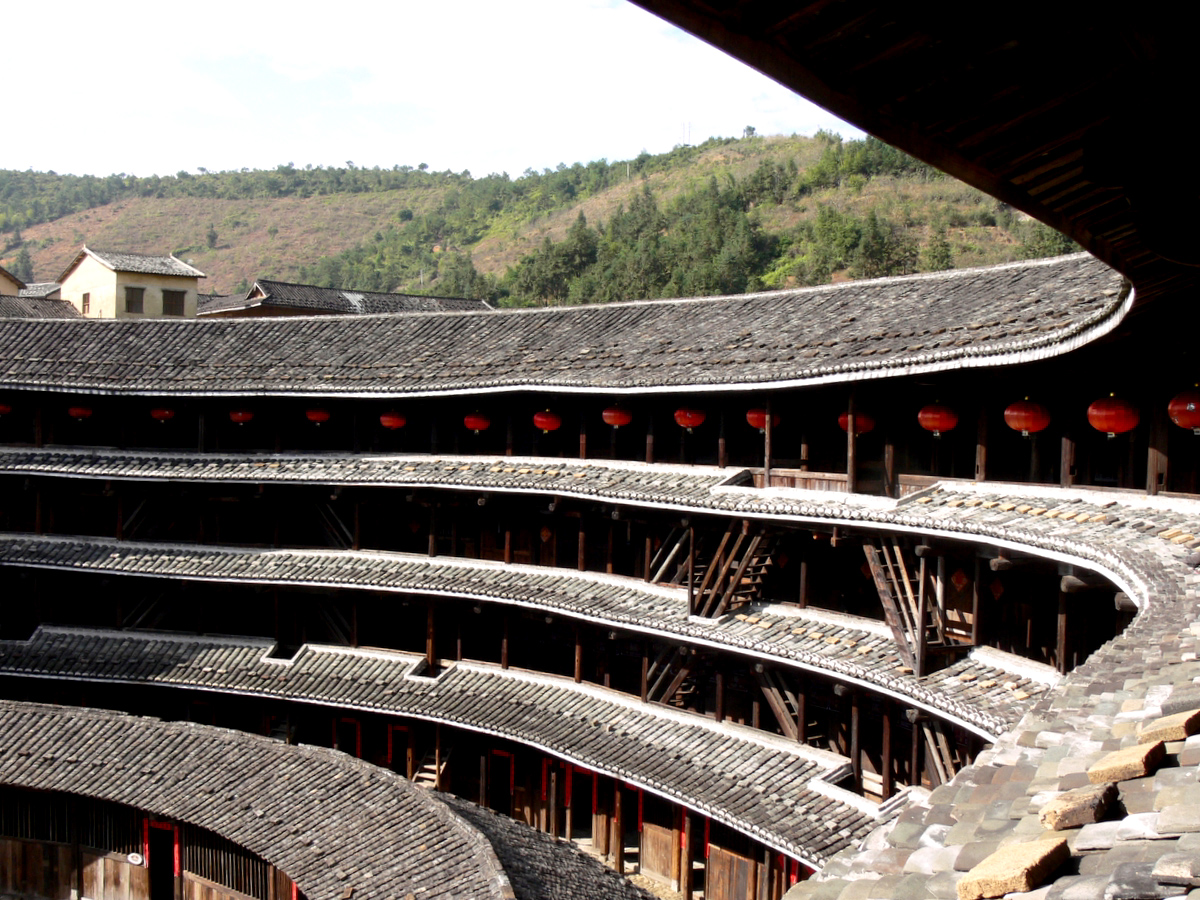
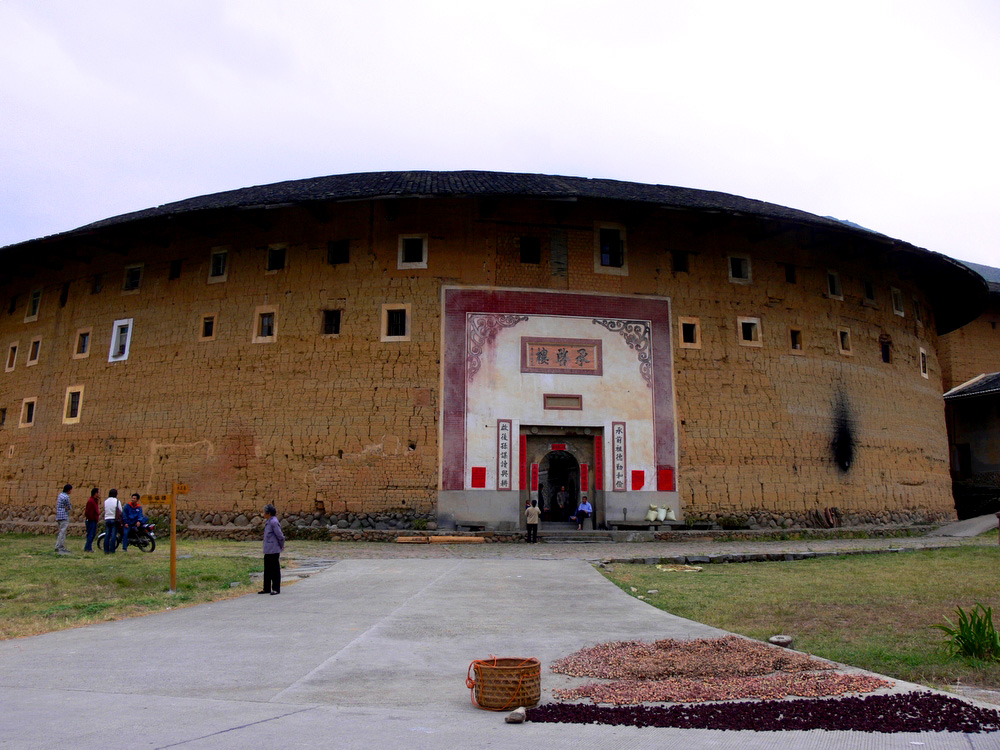
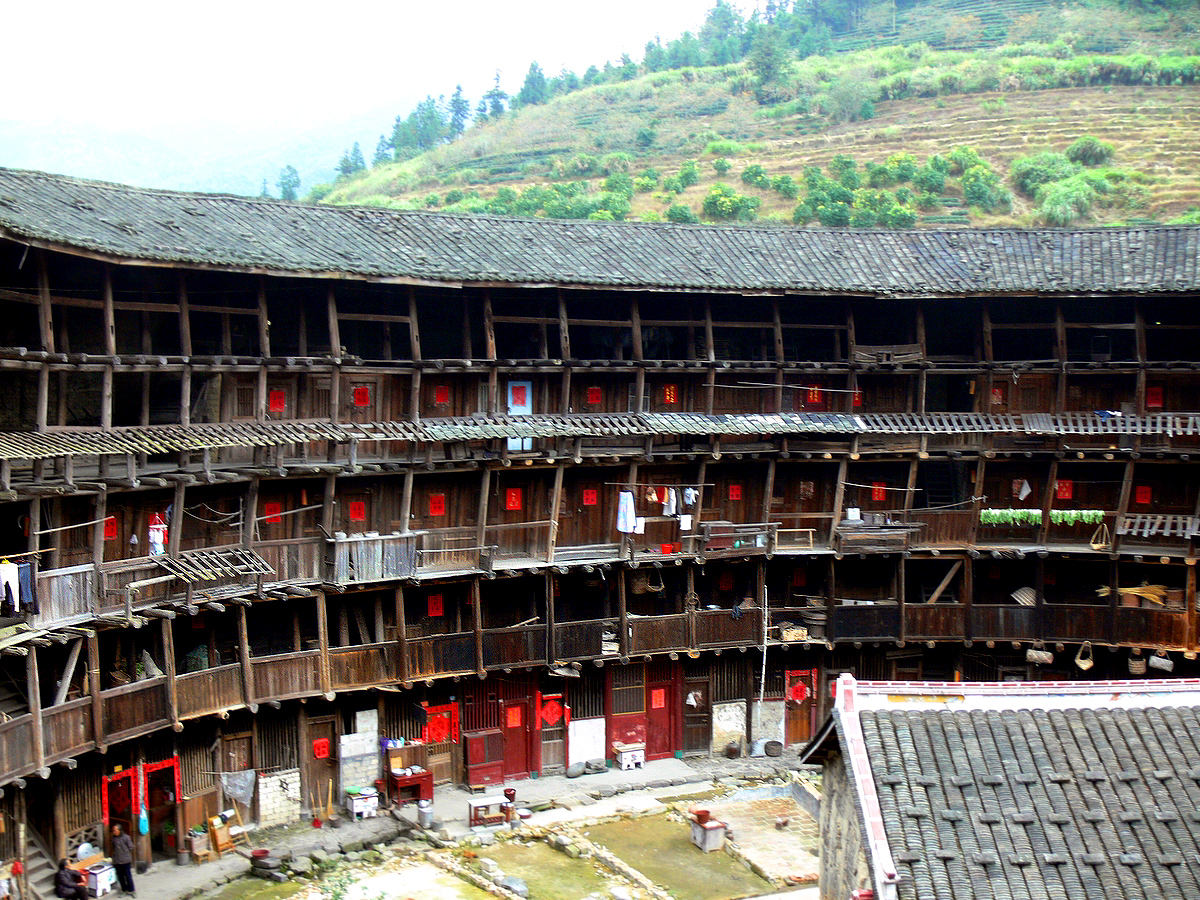